# New Auburn (Minnesota)
New Auburn és una població dels Estats Units a l'estat de Minnesota. Segons el cens del 2000 tenia 488 habitants.

## Demografia
Segons el cens del 2000, New Auburn tenia 488 habitants, 169 habitatges, i 130 famílies. La densitat de població era de 384,5 habitants per km².
Dels 169 habitatges en un 41,4% hi vivien nens de menys de 18 anys, en un 58% hi vivien parelles casades, en un 8,9% dones solteres, i en un 22,5% no eren unitats familiars. En el 15,4% dels habitatges hi vivien persones soles el 7,1% de les quals corresponia a persones de 65 anys o més que vivien soles. El nombre mitjà de persones vivint en cada habitatge era de 2,89 i el nombre mitjà de persones que vivien en cada família era de 3,11.
Per edats la població es repartia de la següent manera: un 34,4% tenia menys de 18 anys, un 10,2% entre 18 i 24, un 30,3% entre 25 i 44, un 16,8% de 45 a 60 i un 8,2% 65 anys o més.
L'edat mediana era de 28 anys. Per cada 100 dones de 18 o més anys hi havia 100 homes.
La renda mediana per habitatge era de 38.542 $ i la renda mediana per família de 41.538 $. Els homes tenien una renda mediana de 28.125 $ mentre que les dones 24.500 $. La renda per capita de la població era de 13.943 $. Entorn del 9,7% de les famílies i el 13,4% de la població estaven per davall del llindar de pobresa.

## Poblacions més properes
El següent diagrama mostra les poblacions més properes.